# Distretto di Lalitpur (Nepal)
Il distretto di Lalitpur  è un distretto del Nepal di 337.785 abitanti, che ha come capoluogo Patan.

## Descrizione
Il distretto fa parte della provincia di Bagmati; fino al 2015 faceva parte della zona di Bagmati nella Regione Centrale.
Il distretto occupa la parte meridionale della Valle di Katmandu a sud della capitale, ed ha un'altitudine media di circa 1.300 m s.l.m.
Il principale gruppo etnico presente nel distretto sono i Newar.
Secondo i dati pubblicati nel 2004 dal Programma delle Nazioni Unite per lo sviluppo (UNDP) il distretto di Lalitpur risulta essere al quarto posto nel Nepal nell'Indice di sviluppo umano.